# Raphaël Toussaint
 (novembre 2024).
 (novembre 2024).
Raphaël Toussaint, pseudonyme de Jacques de la Croix, né à La Roche-sur-Yon le 25 avril 1937, est un artiste peintre français. Paysagiste, il s'apparente à la « réalité poétique ».

## Biographie
En 1956, alors qu'il étudie le chant classique, Jacques de la Croix, futur Raphaël Toussaint, rencontre celle qui devient sa femme en 1959. Par voie de conséquence, il fait la connaissance de René Robin : le père de sa future épouse, ce dernier tient un magasin à La Roche-sur-Yon qui devient par la suite la galerie Robin. Pour Raphaël Toussaint, cette rencontre est un élément déterminant qui va influencer définitivement son parcours de vie. « La genèse de cette renaissance [est] dû à la rencontre d'un autre Yonnais, René Robin, directeur de la galerie d'art qui porte son nom », explique ainsi le journaliste Bertrand Illegems. « Sans son beau-père, l'irremplaçable René Robin, toujours présent dans ses œuvres, qui l'a formé et soutenu tant et tant de peintres (Albert Deman, Henry Simon, Paul Dauce, Joël Dabin, Roger Ducrot...), Raphaël Toussaint ne serait pas devenu ce qu'il est aujourd'hui, un magicien du beau au service du vrai », écrit le journaliste Hervé Louboutin.
Appelé pour faire son service militaire, c'est en 1957 qu'il embarque en civil sur le Sidi Bel Abbès II à destination d'Oran (Algérie) où il débarque le 13 juillet. Il fait ses classes au camp militaire de Nouvion près d'Oran au 21e R.T.A. Le 16 novembre, il est affecté au 2e R.I 3e compagnie, à la « ferme 35 » dans la région d'Aumale au sud d'Alger. Gravement blessé dans la nuit du 8 au 9 avril, il est rapatrié en France en mai et réformé définitivement comme grand invalide de guerre.

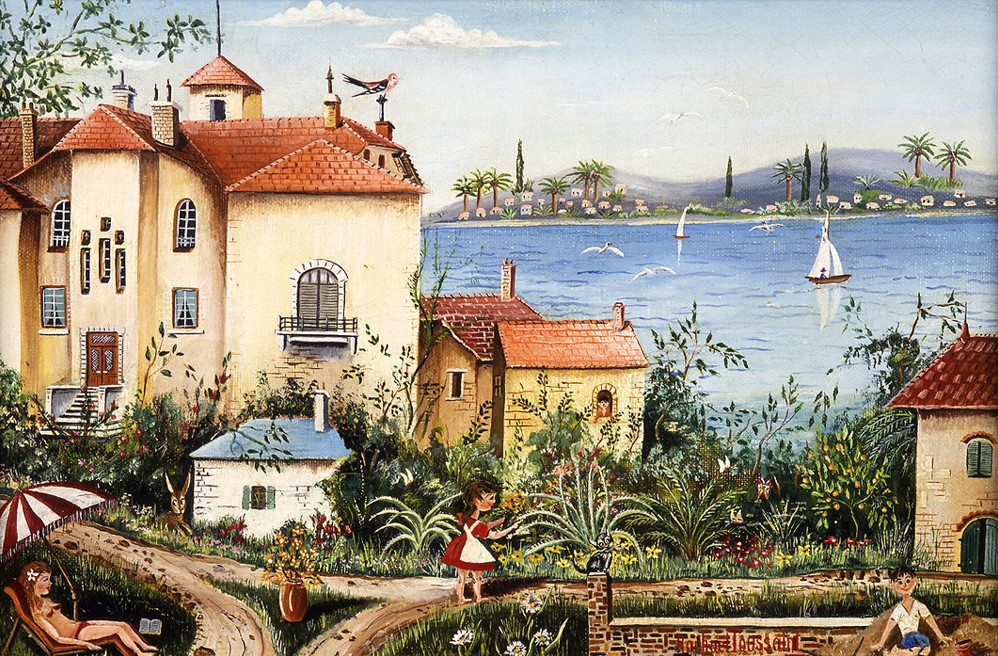
Vacances à Saint Raphaël par Raphaël Toussaint (1963).

Après cette blessure, Jacques de la Croix ne peut plus continuer à étudier le chant classique qu'il pratiquait depuis l'adolescence. Sa carrière de chanteur stoppée, il décide alors de se consacrer totalement à la peinture, aidé par son beau-père René Robin, et change de nom pour devenir Raphaël Toussaint. Avec René Robin, il va au contact direct du paysage et entame sa première période. Son tableau Vacances à Saint Raphaël va déterminer le profil de ce que sera l'expression définitive de son art. René Robin l'oriente vers l'Art naïf, car il sent que sa vocation s'y trouve grâce à sa patience et à sa méticulosité. Jusqu'en 1970, il travaille dans le secret de l'anonymat afin se s'assurer que son choix de se consacrer entièrement à la peinture n'est pas une aventure sans lendemain.
C'est en 1965 qu'il commence ses premières expositions dans différentes galeries et qu'il est sélectionné l'année suivante pour participer au Salon « Comparaisons » au Grand Palais (Paris). Quelques années passent ou il affirme son talent et en 1971 il est nommé Sociétaire du Salon d'Automne. « Soyez donc félicité et remercié votre œuvre est bienfaisante, elle porte en elle les vraies valeurs de la vie, la certitude tranquille et ferme que le bonheur est dans la simplicité, et non dans l'argent qui est un leurre. Construire une œuvre telle que la vôtre, en notre époque d'angoisse et de fer, cher Raphaël Toussaint, c'est nous rapprocher des anges... » déclare Édouard Georges Mac-Avoy, le président du Salon d'automne, en 1990.
Sa vie de peintre professionnel et officiel se fait alors au grand jour. C'est en 1973 qu'il fait officialiser par un acte notarié, son pseudonyme Raphaël Toussaint. Dans une publication en 2004, le collectionneur d'art et critique Henri Griffon le considère comme un symbole de ce courant d'expression de primitif moderne. « Il n'est pas un imitateur, ni un suiveur, il est Toussaint. Sur les cimaises d'une galerie, l'œil averti va reconnaître la facture d'un grand maître », estime ainsi Henri Griffon.
Paris-Grand Palais-Exposition 1982 « Le Génie des naïfs ». 
L'année suivante, au Salon de la Nationale des Beaux Arts, il est nommé Sociétaire par le président François Baboulet.

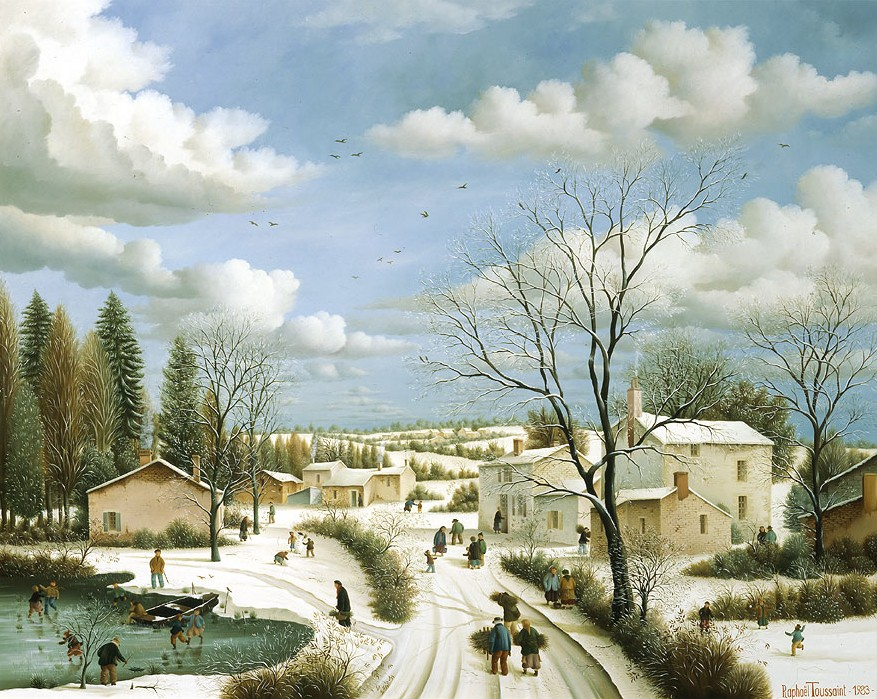
Par un beau matin d'hiver par Raphaël Toussaint (1988).

Présente son tableau, Par une beau matin d'hiver. Ce tableau fut volé au Grand Palais à Paris au cours du Salon de la Nationale des Beaux Arts et jamais retrouvé.
Pour rendre hommage à son Mentor René Robin qu'il fait figurer dans tous ses tableaux, Raphaël Toussaint édite un Sceau à la cire qui est apposé au dos de chacune de ses œuvres comme une deuxième signature.
Voulant donner une nouvelle dimension à son parcours, il écrit et met en œuvre en 1990 un ouvrage d'art Les très riches heures de Raphaël Toussaint préfacé par diverses personnalités du monde des arts dont Paul Guth. Ce dernier écrit : « Raphaël Toussaint, un peintre naïf ?... Un problème qui le turlupine. En France, pays d'étiquettes, on lui a collé celle-là sur le paletot. Et à moi aussi. Lui, en peinture, moi en littérature pour mon cycle romanesque du Naïf. Des jumeaux d'étiquettes. Ce titre de naïf vous a-t-il gêné ? me demande-t-il. Je réponds pour nous deux : oui et non. Naïf ne signifie pas niais, bêta, idiot. Naïf vient du mot latin nativus, comme au jour de sa naissance. Le naïf est celui qui naît chaque jour, et le monde avec lui. Il possède l'esprit d'enfance, un des trésors de Saint François d'Assise ».
Il expose dans de nombreux salons et galeries en France mais aussi notamment aux États-Unis (au Texas et en Floride. À Paris, il expose à la Galerie 93 du Faubourg Saint-Honoré pendant vingt-cinq ans, entre 1965 et 1991 (fermeture de la galerie). Localement, le département de la Vendée lui organise pour ses trente ans de peinture (1964-1994) une grande rétrospective. En 2001, le musée Sainte-Croix des Sables-d'Olonne, lui ouvre ses portes pour une grande exposition « Paysage ou un certain regard ». Régulièrement, il prend part aux Salons parisiens dont il est Sociétaire.

## Personnalité

### Expression spirituelle et Symbolisme

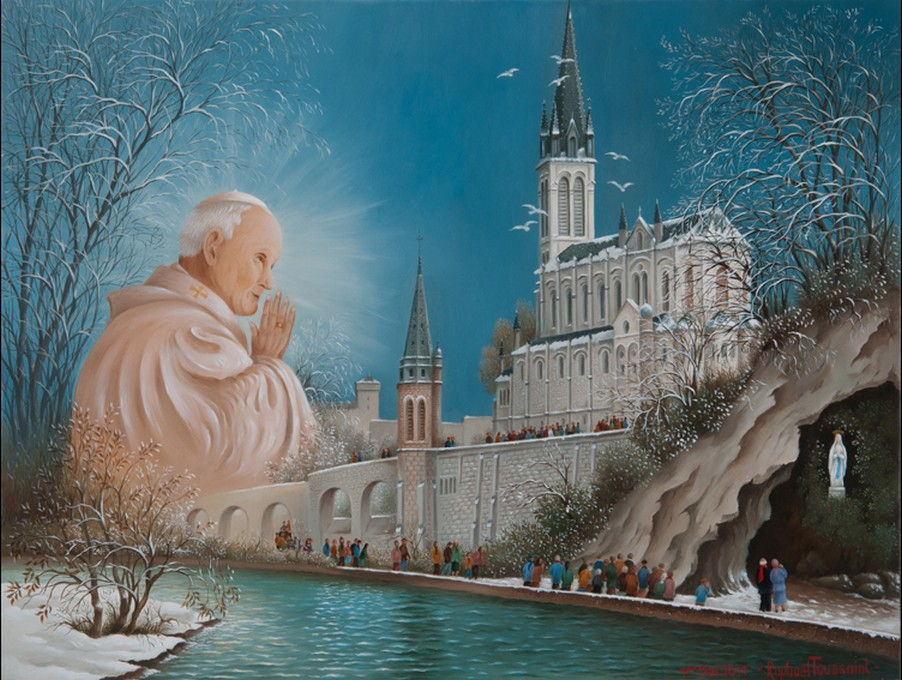
Béatification du pape Jean-Paul II - (Lourdes. La Grotte de Massabielle) - par Raphaël Toussaint

Croyant et pratiquant, Raphaël Toussaint associe peinture et spiritualité dans certaines de ses œuvres. C'est dans un esprit symboliste qu'il exécute ce tableau à l'occasion de la Béatification du pape Jean-Paul II, en mai 2011, pour laisser une trace « si modeste soit-elle », et pour marquer  ce qu'il considère, lui, comme un évènement rare et important. Cette peinture représente Jean-Paul II en prière devant la grotte de Massabielle à Lourdes (œuvre allégorique), conçue et mûrie depuis sa visite à Lourdes, visite qui coïncide avec celle de Jean-Paul II en 2004.
À l'occasion de l'exposition de ce tableau durant le mois de mai, à la librairie Siloë à La Roche-sur-Yon, Thierry du Perray déclare : « Raphaël Toussaint, peintre de la Vendée, très marqué par la spiritualité et la personnalité attachante du pape Jean-Paul II, (venu à Saint-Laurent-sur-Sèvre en Vendée en septembre 1999) souhaite marquer l'évènement de la béatification du pape, par cette peinture qu'il situe devant la grotte de Massabielle à Lourdes ».
Dans sa lettre aux artistes, en avril 1999, Jean-Paul II déclare : « C'est une expérience partagée par tous les artistes que celle de l'écart irrémédiable qui existe entre l'œuvre de leurs mains, quelque réussie qu'elle soit, et la perfection fulgurante de la beauté perçue dans la ferveur du moment créateur. Ce qu'ils réussissent à exprimer dans ce qu'ils créent, n'est qu'une lueur de la splendeur qui leur a traversé l'esprit pendant quelques instants ».

## Œuvres
Il s'inspire presque exclusivement des paysages vendéens. « Cette spécificité reconnue, lui confère le qualificatif de peintre de la Vendée », écrit Philippe de Villiers. « Respectant et suivant dans ses tableaux le rythmes des saisons, il anime ceux-ci par la présence de nombreux personnages qui viennent par leurs actions, donner un souffle de vie à son œuvre », écrit Alain Favelle, sociétaire de l'association internationale des critiques d'art. « À travers Brueghel comme à travers l'œuvre de Toussaint, se retrouve le souci de la vérité, du moindre détail, du moment saisi au vif qu'il représente avec humour et respect », ajoute Jeanne Bourin dans Portrait d'homme, portrait de peintre. « Peintre de paysages animés à forte tendance poétique, sous sa palette, les scènes de genre dévoilent l'influence des peintres flamands et italiens du Xvie et Xviie siècles », estime le critique d'art Loïs Levanier.

### Ville de La Roche-sur-Yon

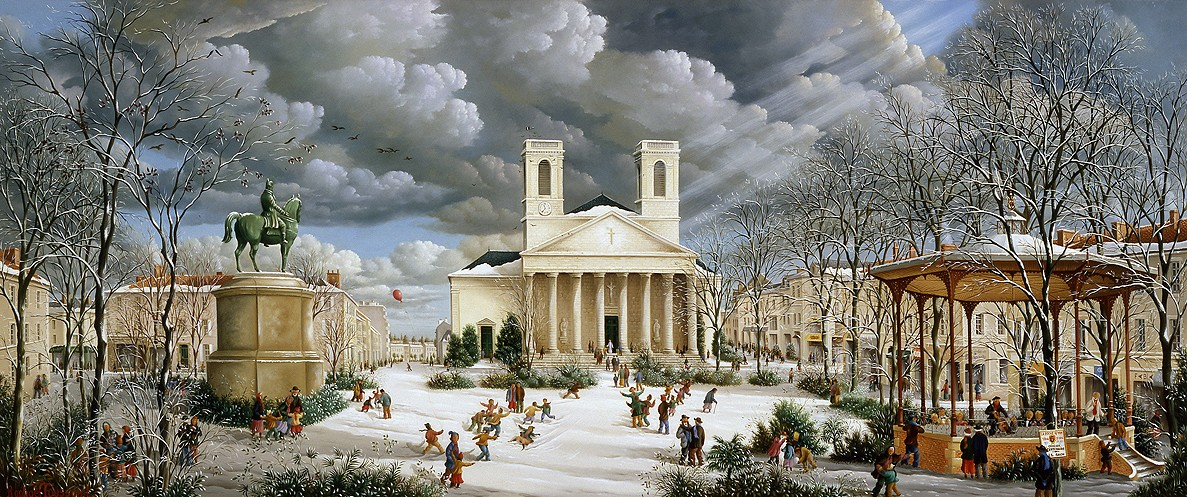
La Roche-sur-Yon-la place Napoléon par Raphaël Toussaint (2003).

Comme d'autres peintres inspirés par les nombreux sites naturels et patrimoniaux de la Vendée, Raphaël Toussaint, originaire de cette région, en a fait un de ses thèmes préférés.
Du 10 novembre au 31 décembre 1994, l'hôtel du département accueille une exposition rétrospective sur les trente ans de peinture à travers la Vendée par Raphaël Toussaint. Philippe de Villiers président du Conseil général de la Vendée l'inaugure ainsi : « Le vrai créateur, à mon sens, est celui qui fait le plein de ses fidélités et qui, ensuite seulement, se met en rupture pour créer quelque chose de nouveau. C'est exactement le cas de Toussaint : il prend notre patrimoine, ce qu'il y a de beau dans nos paysages, ce qu'il y a de permanent dans nos coutumes et notre mémoire et il en fait une œuvre qui ne ressemble à aucune autre, mais seulement  à elle-même ». « L'hommage rendu par le conseil général à Raphaël Toussaint est une chance unique pour jalonner la carrière d'un peintre hors du commun et singulièrement attachant », estime le collectionneur et critique Henri Griffon. L'écrivain Jeanne Bourin conclut le catalogue de cette exposition par ces mots : « Dans sa peinture, il y a toute cette fraîcheur, toute cette candeur, toute cette joie de vivre, toute cette innocence qui, en effet, doit être ce qu'on retrouve quand on passe de l'autre côté des Portes d'Or, comme on disait au Moyen Âge ».
En 2004, à l'occasion du bicentenaire de la ville de La Roche-sur-Yon, il réalise en hommage à cette ville où il est né une peinture intitulée La Place Napoléon sous la neige. Ce tableau est exposé au Musée de La Roche-sur-Yon.

### Ville des Sables-d'Olonne

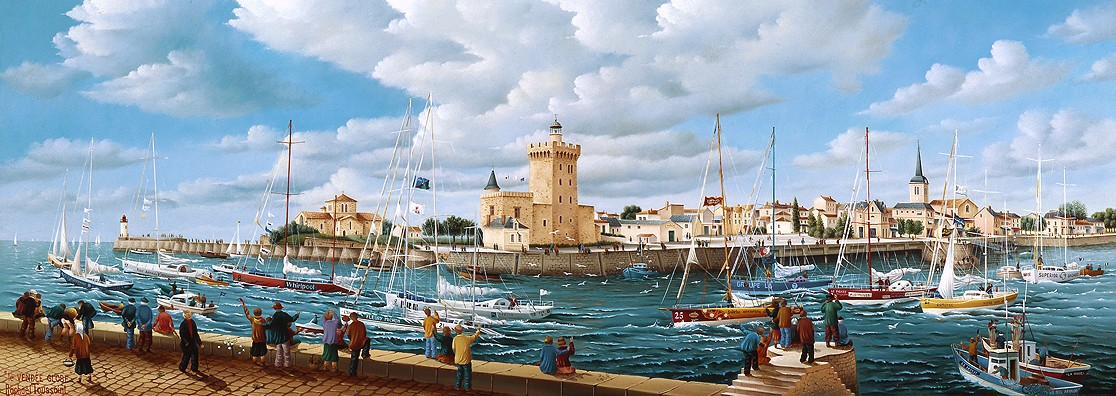
Hommage au Vendée Globe par Raphaël Toussaint (1999).

Tous les quatre ans, la ville des Sables-d'Olonne accueille le départ et l'arrivée de la course au monde du Vendée Globe. En 2000, le tableau Hommage au Vendée Globe de Raphaël Toussaint est retenu par la municipalité pour représenter l'évènement.
Pour le navigateur Philippe Jeantot, créateur du Vendée Globe, ce tableau restitue l'esprit de la course comme il l'a désirée, c'est-à-dire, l'association du monde de la mer : les marins, qu'ils soient skippers, navigateurs ou marins-pêcheurs et le cadre sans pareil du chenal de la Chaume aux Sables-d'Olonne. Propriété du groupe Fleury Michon, ce tableau est agrandi par le groupe Offset 5 de La Mothe-Achard à la demande de Louis Guedon, député maire des Sables-d'Olonne, pour que cette toile au format 6 mètres par 3 soit exposée dans le salon d'honneur du village du Vendée Globe.
En 2001, à l'initiative de l'adjoint à la culture Dominique Perrin et du député-maire Louis Guédon, la municipalité des Sables-d'Olonne décide de monter une exposition autour de Raphaël Toussaint dans les salles du Musée de l'abbaye Sainte-Croix. C'est sous le haut patronage de Paul Masseron, préfet de la Vendée, que s'ouvre cette rétrospective (1er avril-17 juin 2001). « Raphaël Toussaint m'apparaît comme le peintre le plus emblématique de ce courant Primitifs modernes, explique le critique Loïs Levanier dans la préface du catalogue de l'exposition. Il fait partie de ces peintres hors normes (les Vivin-Bombois, Jean Eve-René Rimbert, Ghiglion-Green, etc.) qui subvertissent les genres et forcent les clivages. Pour moi, Toussaint est un peintre phare qui donne à (voir au sens profond où pouvait l'entendre André Breton), un peintre majeur, et il faut prendre le temps de percevoir les multiples facettes de cette œuvre, qui font sa grandeur ».

### Le Puy du Fou

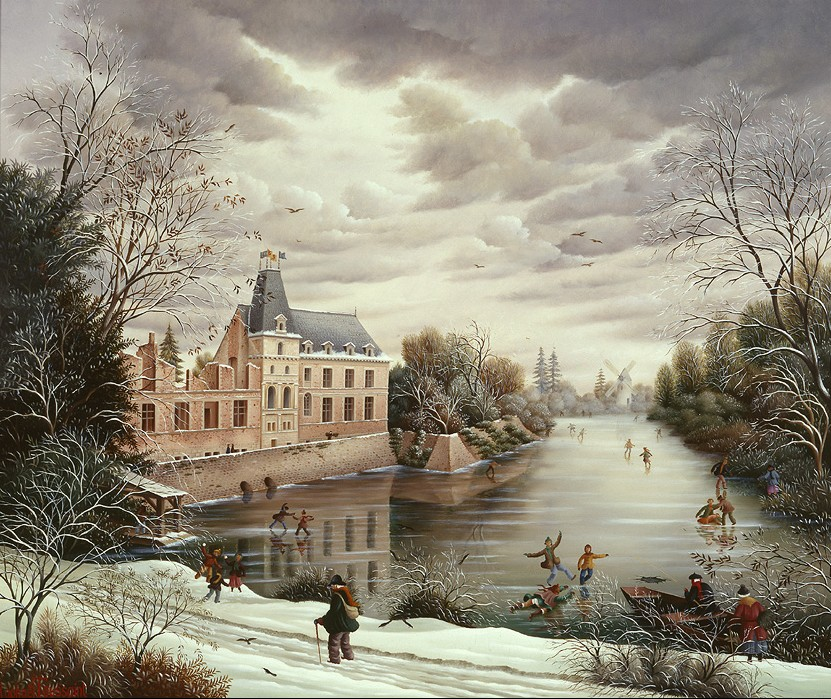
Le Château du Puy du Fou par Raphaël Toussaint (1991).

En 1978, Raphaël Toussaint découvre le Puy-du-Fou et son spectacle. Ce lieu ne laisse pas le regard du peintre indifférent : « J'ai vécu à plusieurs reprises le Puy-du-Fou de jour comme de nuit. Je voulais m'imprégner de ce qui se dégageait de ses ruines. En 1990 des évènements favorables ont permis de m'en ouvrir les portes. Un matin d'automne, Marisette, guide de ce lieu, me laisse me promener seul dans l'enceinte du château. Tournant, contournant celui-ci, le détaillant et le radioscopant, je le cadrais dans son environnement et je me remplissais d'images ».
Fidèle à son souhait de représenter par sa peinture son département, plusieurs tableaux sur ce thème sont exécutés, dont Premier regard sur le Puy du Fou (1997), Le Puy du Fou sous la neige (1991), Les mariés du Puy du Fou ou encore La danse des Puyfolais.

### Le Poiré-sur-Vie

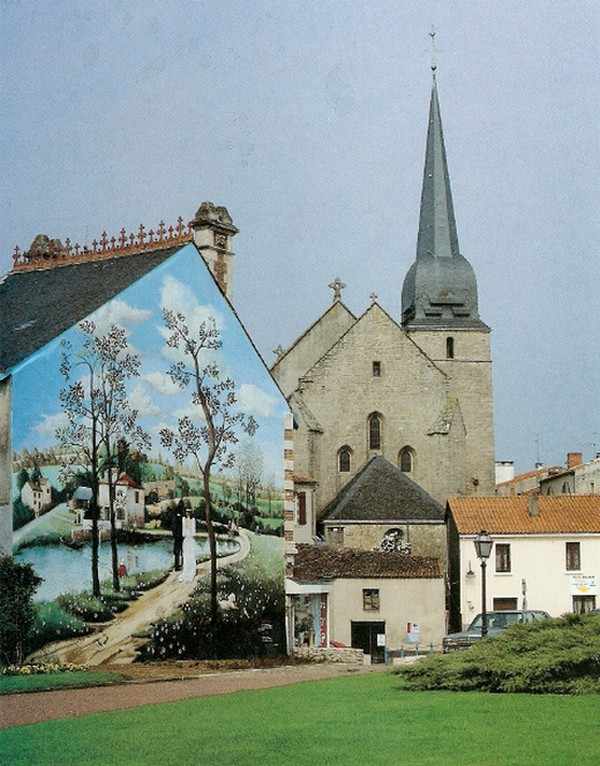
Peinture murale au Poiré-sur-Vie par Raphaël Toussaint (1990).

En 1990, la commune du Poiré-sur-Vie commande à Raphaël Toussaint la réalisation d'une peinture murale. Celle-ci est réalisée sur le pignon d'une maison située au cœur de la cité genôte. Sa surface, 144 m2  (12 m × 12 m) représente 480 fois la taille de l'œuvre originale de format 61x50, Les mariés du Poiré-sur-Vie, sur fond de décor le moulin à Élise, autre lieu emblématique de la commune. Cette peinture murale réalisée par le procédé du quadrillage, est exécutée par le peintre aidé efficacement par une équipe de jeunes artistes en art graphique d'une entreprise de la région.
« C'est aussi l'art, le vrai qui descend dans la rue et cela était depuis longtemps ma secrète ambition, explique le maire Léon Darnis. Il faut susciter l'occasion pour tous et pour chacun de partager ce qu'est l'émotion artistique. Une grande peinture murale au cœur de la ville me paraît être à la fois une attraction et aussi une invitation dans ce sens ». « Cette peinture est vraiment très belle et c'est un bel exemple pour les communes du département. Je voudrais féliciter particulièrement monsieur Darnis et son conseil municipal car c'est une magnifique initiative et en Vendée nous avons un effort à faire dans ce sens », déclare Philippe de Villiers, président du conseil général de la Vendée, lors de l'inauguration le 20 octobre 1990.

### Regard sur l'an 2000

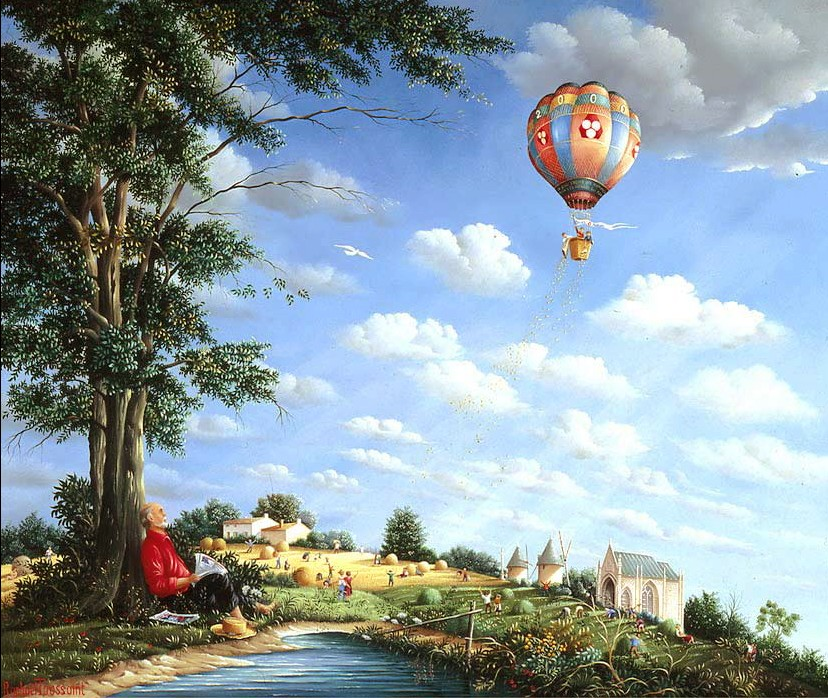
Regard sur l'An 2000 par Raphaël Toussaint (2000).

Pour le passage en l'an 2000, un tableau sur sa vision en tant que peintre sur le XXIe siècle lui est commandé pour être exposé au salon de la Nationale des beaux-arts au Carrousel du Louvre à Paris. Raphaël Toussaint obtient pour ce tableau le prix Charles Cottet.

### Œuvres lithographiques

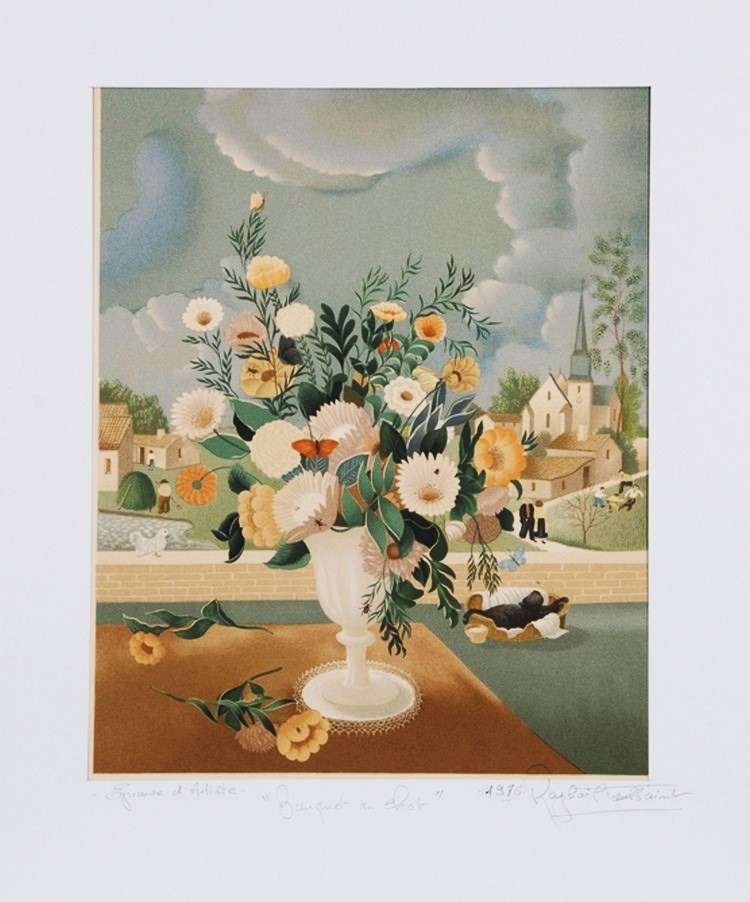
Bouquet au chat par Raphaël Toussaint (1976).

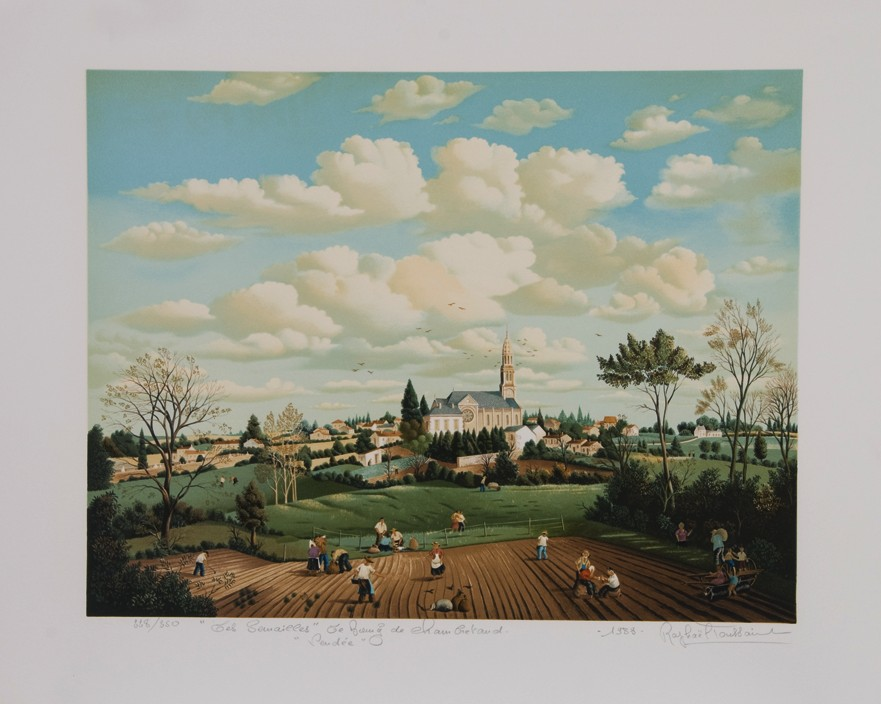
Les semailles à Chambretaud par Raphaël Toussaint (1983).

Raphaël Toussaint s'est consacré aussi à la lithographie, art de création ou de reproduction d’une œuvre originale d’après une technique complexe, où chaque passage équivaut à une couleur. Ses lithographies se composent toutes de 24 couleurs nécessitant 24 plaques de zinc, avec des tirages se limitant tous à 250 exemplaires maximum. En 2002, 17 lithographies sont exécutées par Raphaël Toussaint en étroite collaboration avec les ateliers Mourlot, Desjobert, Arts-Estampes, Jean-Michel Machet et plus particulièrement avec l'atelier André Mignon à Sainte-Soulle près de La Rochelle.
En 1976, Raphaël Toussaint édite avec l'aide de l'atelier Mourlot, sa toute première lithographie d'après un de ses tableaux Bouquet au chat. C'est avec cette lithographie que Raphaël Toussaint découvre cette activité nécessitant une étroite collaboration entre le lithographe et l'artiste. Contrairement à l’exécution d’une œuvre peinte où l’artiste travaille dans la méditation et le plus souvent dans un total isolement, la lithographie est un travail d’entreprise nécessitant l’implication de plusieurs corps de métiers. Le peintre et le lithographe, à l’instar d’un scénariste et d’un metteur en scène, coordonnent leurs actions qui nécessitent là aussi, une parfaite entente de collaboration.
Sa troisième lithographie, Les semailles à Chambretaud, datant de 1983, connait un certain succès auprès des amateurs et collectionneurs d'art lors du Salon d'automne en octobre 1992 au Grand Palais à Paris. Il réalise alors l'intérêt que représente l'art lithographique, procédé qui permet une plus grande diffusion d'œuvres originales de l'artiste, touchant ainsi un plus large public grâce à sa spécificité d'original multiple. L'objectif pour lui devient de faire découvrir et faire comprendre à un public d'amateurs, ce qu'est la lithographie et comment on l'exécutait,.

« Par ses expositions sur la lithographie, Raphaël Toussaint entame une démarche originale qui permet par la présentation d'une lithographie tirée d'une de ses toiles, d'illustrer la technique délicate et aujourd'hui souvent galvaudée, d'une lithographie qui retrouve ici ses lettres de noblesse »

— Jean-Claude Dugat, Presse-Océan, Vendée matin.

### Santons (2006)
De réputation internationale, la célèbre maison « Santons Fouque » d'Aix-en-Provence modèle dans l'argile une série de santons de Provence à tirage limitée à l'effigie de Raphaël Toussaint et intitulée Raphaël Toussaint Peintre de la Vendée à son chevalet.

## 1962-2012 - Cinquante ans de peinture

### Expression Artistique - rétrospective

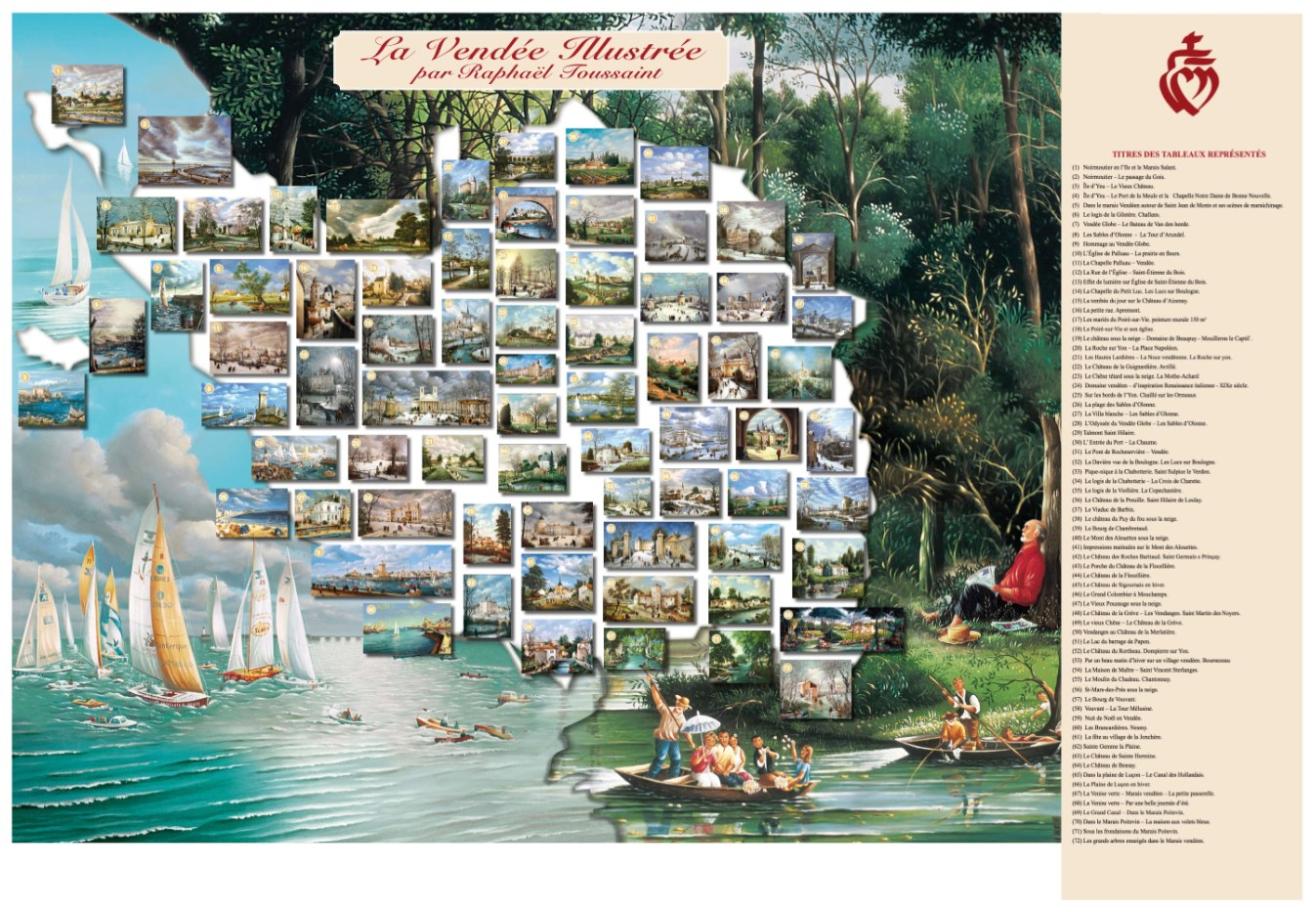
La Vendée illustrée par Raphaël Toussaint.

Au terme de cette année 2012, Raphaël Toussaint clôture un demi-siècle de peinture à travers le pays de ses origines où sont plantées ses racines, la Vendée. 
À cette occasion, il crée  la Carte de la Vendée illustrée au moyen d'un procédé d'expression artistique représentant la carte de ce département, lequel est illustré par la géolocalisation de soixante-douze tableaux de sites vendéens. Chaque tableau est positionné sur le lieu-dit ou la commune qu'il représente et que l'on peut lire sur la légende. 
La technique employée consiste à apposer sur un lieu précis de la carte, le tableau qui le représente. Les dimensions de cette carte (68x98 centimètres), permettent une bonne visualisation de chacune des vignettes.
Une carte pour illustrer la Vendée, mentionne Hervé Bertho  « Depuis 50 ans, Raphaël Toussaint peint le département. Il propose aujourd'hui une création originale regroupant 72 tableaux. C'est un peu « un bilan, une rétrospective », un hommage à la Vendée, sa « terre nourricière picturalement parlant ». Raphaël Toussaint édite un document à la fois « géographique, artistique et culturel ». Cette « mini-exposition » est le résultat « de 50 années de présence dans ce département ». Elle permet de découvrir, à travers le regard, les pinceaux et les couleurs du peintre, des paysages et des sites particuliers, façonnés par les évènements historiques qui retracent l'histoire de la Vendée ».

## Vidéo: La Vendée filmée à travers les œuvres de Raphaël Toussaint
Un film vidéo de 50 minutes réalisé par Bruno Ardouin, reporter à France 3 Bordeaux, et son équipe de tournage.
« J'ai eu envie, que ce film soit conçu comme un tableau de Raphaël Toussaint et d'organiser un voyage dans les paysages de Vendée qu'il peint. »

## Distinctions
- 2000 : Médaille de la ville de Paris[35]
- 2004 : Chevalier des Arts et Lettres[35]
- 2010 : Prix Francis Davis Millet[36].

## Expositions
| Année     | Lieu                                     | Ville                            | Description |
| --------- | ---------------------------------------- | -------------------------------- | --- |
| 1965      | Biennale de la Loire-Atlantique          | La Baule                         | Exposition collective |
| 1966      | Galerie René Robin                       | La Roche-sur-Yon                 | Exposition individuelle |
| 1968      | Salon Comparaisons                       | Paris                            | Exposition collective |
| 1968-1969 | Galerie Jannel                           | Paris                            | Exposant permanent |
| 1968-1980 | Galerie 93 et par le monde               | Paris                            | Exposant permanent |
| 1971      | Salon d'automne                          | Paris                            | Exposition collective – Devient Sociétaire du Salon d'automne |
| 1972-1979 | Galerie Saint Dominique                  | Lyon                             | Exposant permanent |
| 1974      | Salle de l'Ardoise verte                 | Beauvoir-sur-Mer                 | Dix ans de peinture – Exposition rétrospective individuelle |
| 1975      | Salle municipale Levallois-Perret        | Nanterre                         | Exposition collective - Salon mondiale de la peinture naïve |
| 1979-1986 | Phillips gallery                         | Palm Beach-Dallas-Houston        | Exposant permanent |
| 1980-1981 | Galerie Simon Chaput                     | Les Sables-d'Olonne et Parthenay | Exposant permanent |
| 1981      | Musée                                    | La Roche-sur-Yon                 | Exposition « Figures » |
| 1982      | Musée                                    | La Roche-sur-Yon                 | Exposition individuelle - « Chemins - 50 ans de peinture et Hommage au Salon yonnais » |
| 1982      | Grand Palais                             | Paris                            | Salon de Artistes Indépendants « Le génie des naïfs » |
| 1982      | Phillips gallery                         | Palm Beach                       | « Two masters of primitive school » |
| 1983      | Nationale des beaux-arts                 | Paris                            | Exposition et devient Sociétaire |
| 1983      | Centre Neptune                           | Nantes                           | Exposition « Air et Espace » |
| 1983-1985 | Galerie « Arts Lésigny »                 | Lésigny                          | Exposant permanent |
| 1984      | Galerie « Arts Lésigny »                 | Lésigny                          | Salon de Noël (invité d'honneur) |
| 1984      | Musée des Beaux-Arts                     | La Rochelle                      | Septième Salon d'Arts Plastiques (invité d'honneur) |
| 1984-1986 | Salon International d'Art naïf (S.I.A.N) | Paris                            | Exposition collective (voir) Grand Palais |
| 1985      | Galerie « Café de la paix »              | Paris                            | Rencontres picturales internationales, « Un instant de paix » |
| 1986-1991 | Galerie 93                               | Paris                            | Exposant permanent |
| 1988      | Salle de la Martelle                     | Le Poiré-sur-Vie                 | 1e Salon de peinture, (Raphaël Toussaint et ses amis) |
| 1989      | Galerie le Vieux château                 | Angers                           | Salon d'Automne - Exposition collective |
| 1990      | Salle de la mairie                       | Cholet                           | Exposition collective - « 30 peintres contemporains » |
| 1990      | Peinture murale                          | Le Poiré-sur-Vie                 | Le maire Léon Darnis lui commande une peinture murale de 150 m2 à réaliser au cœur de la cité |
| 1991-1994 | Galerie cannoise                         | Cannes                           | Exposition individuelle |
| 1992      | Nolan-Rankin gallery                     | Houston                          | Exposition collective |
| 1992      | Musée                                    | Noirmoutier                      | Jacques Oudin, sénateur de la Vendée lui commande une peinture pour le musée |
| 1992      | Trésor public                            | La Roche-sur-Yon                 | Exposition à la Trésorerie Générale |
| 1992      | Crédit mutuel                            | La Roche-sur-Yon                 | Exposition sur la lithographie |
| 1993-1994 | Galerie Colette Dubois                   | Paris                            | Exposition collective |
| 1993      | Mairie du 9e arr.                        | Paris                            | Troisième Biennale « Arts sans temps-Terres de rêve » invité d'honneur |
| 1994      | Hôtel du dépt                            | La Roche-sur-Yon                 | « 30 ans de peinture à travers la Vendée » Exposition individuelle |
| 1997-1998 | Galerie du Mas d'Artigny                 | Saint-Paul-de-Vence              | Exposition individuelle |
| 1999      | Carrousel du Louvre                      | Paris                            | Exposition de son tableau Hommage au Vendée Globe au salon des Beaux Arts |
| 1999      | Salon d'automne                          | Paris                            | Exposition collective - Obtient la médaille de vermeil Arts-Sciences-Lettres. |
| 1999-2000 | Galerie du Dauphin                       | Honfleur-Megève-Courchevel       | Exposition collective |
| 2000      | Salon Comparaisons                       | Paris                            | Exposition collective |
| 2000      | Salon d'automne                          | Paris                            | Exposition collective - Reçoit la croix d'argent du « Mérite et Dévouement français » |
| 2000      | Salon d'automne                          | Paris                            | Exposition collective - Reçoit la médaille de la ville de Paris. |
| 2001      | Musée de l'Abbaye Saint-Croix            | Les Sables-d'Olonne              | Exposition individuelle 31. mars – 17 juin « Paysages, un certain regard » |
| 2001      | Centre culturel                          | Challans                         | Week-end des Arts sur le thème: la lithographie - invité d'honneur |
| 2001      | Musée de la poste                        | Paris                            | Exposition: Les plus belles enveloppes illustrées de 1750 à nos jours |
| 2001      | Carrousel du Louvre                      | Paris                            | Exposition Salon de la Nationale des Beaux Arts |
| 2004      | Galerie d'Art Élysée                     | Paris                            | Exposition collective |
| 2005      | Théâtre Millandry                        | Luçon                            | Exposition individuelle – Découverte de la lithographie |
| 2006-2007 | Galerie Villa Bellartéa                  | Biarritz – Anglet                | Exposition individuelle |
| 2006      | Salon Comparaisons Grand Palais          | Paris                            | Exposition collective |
| 2007      | Galerie                                  | Brie-Comte-Robert                | Exposition « couleurs de Noël » - Invité d'honneur |
| 2008      | Conseil général de la Vendée             | La Roche-sur-Yon                 | Exposition collective « Les Vendéens et la mer, des aventures humaines » |
| 2009      | Galerie du Sénéchal                      | Les Lucs-sur-Boulogne            | Ouverture de la galerie – Invité d'honneur |
| 2010      | Carrousel du Louvre                      | Paris                            | Exposition collective au Salon des Beaux Arts du 16 au 19 décembre sous le haut patronage du président de la République Nicolas Sarkozy. Raphaël Toussaint se voit attribuer le prix Germain David-Nillet pour son tableau Hiver sur un domaine Vendéen. |
| 2010      | Lexus Gallery                            | La Roche-sur-Yon                 | Lexus Gallery présente en décembre, l'exposition de Raphaël Toussaint « Féerie de Noël » avec son tableau Vouvant - La Tour Mélusine - La valse des patineurs.                                                                                           |
| 2010      | Librairie Siloë                          | La Roche-sur-Yon                 | Présentation durant le mois de mai du tableau de Raphaël Toussaint, Béatification du Pape Jean-Paul II (Lourdes, La Grotte de Massabielle), H.S.B. 27 x 35 cm                                                                                            |
| 2015      | Hôtel du département                     | La Roche-sur-Yon                 | Exposition au Conseil Départemental de la Vendée - Jubilé d'or: 50 Ans de Peinture Hôtel du Département du 4 mai au 3 juillet 2015 – La Roche-sur-Yon |